# Fürstentum Göttingen
Das Fürstentum Göttingen war ein Teilfürstentum des Herzogtums Braunschweig-Lüneburg auf dem Gebiet des heutigen Bundeslandes Niedersachsen. Es entstand bei einer Teilung des Braunschweiger Fürstentums 1345 und wurde 1495 mit dem Fürstentum Calenberg vereinigt.

## Territorium
Das südlichste Fürstentum des Herzogtums Braunschweig-Lüneburg erstreckte sich im Süden von Münden weserabwärts bis Lauenförde. Im Osten reichte das Gebiet über Göttingen leineabwärts über Northeim bis nahe an Einbeck.

## Geschichte

### Vorgeschichte
Ursprünglich gehörte das Territorium zum welfischen Herzogtum Sachsen. Nachdem über Heinrich den Löwen im Jahre 1180 die Reichsacht verhängt worden war, verlor er seine Titel als Herzog von Sachsen und Bayern. Heinrichs Enkel Otto das Kind konnte im Zuge der staufisch-welfischen Aussöhnung 1235 wieder in den Fürstenstand aufrücken und erhielt den in den Kämpfen behaupteten Allodialbesitz der Familie im Raum zwischen Lüneburg und Braunschweig als eigenständiges Herzogtum Braunschweig-Lüneburg. Auch im Gebiet des heutigen Südniedersachsens hatten die Welfen einige Güter inne. Zwar reichte der Besitz wegen der großen Einflüsse anderer Grafen und Edelherren in der Region nicht aus, um eine geschlossene Landeshoheit auszuüben. Aber bereits für die Zeit zwischen den Jahren 1201 bis 1208 wird der Welfe Pfalzgraf Heinrich als Stadtherr über die Stadt Göttingen angegeben. Später konnten noch wichtige Gebiete um Göttingen, wie die so genannte Grafschaft im Leinegau, Northeim, Münden, die Mark Duderstadt und das „Obergericht“, die Gegend südlich von Göttingen, gewonnen werden. Die Gegend wurde auch Oberwald genannt, da sie südlich der Mittelgebirge Harz und Solling liegt.

### Welfische Erbteilungen
Nach dem Tode Otto des Kindes im Jahre 1252 führten zunächst dessen Söhne Johann und Albrecht der Große das Erbe gemeinsam bis 1267. Danach wurde das Erbe geteilt und Albrecht erhielt den Süden mit Göttingen. Dieser ersten welfischen Erbteilung sollten noch weitere folgen und das Herzogtum stark zersplittern. Das Besondere dieser Teilungen war, dass das Herzogtum als ideelle Einheit bestehen blieb, die einzelnen Herrscher über die Teilländer sich auch noch weiter Herzog zu Braunschweig-Lüneburg nannten, die Teilländer aber „Fürstentümer“ hießen.
Nach dem Tode Albrecht des Großen im Jahre 1279 regierten dessen drei weltliche Söhne das Herzogtum zunächst gemeinsam, 1286 wurde es jedoch erneut unter diesen aufgeteilt. Albrecht der Feiste sollte den Süden, das Land Oberwald bekommen. Albrecht wählte Göttingen zu seinem Herrschaftssitz und zog in die in der nördlichen Altstadt befindliche Burg, das Ballerhus (auch Bahrhus) ein. Nach dem Tode seines Bruders Wilhelm konnte er ab 1292 auch wieder über das Braunschweiger Territorium herrschen. Nach dem Tode Albrechts 1318 übernahm zunächst noch dessen ältester Sohn Otto der Milde die Gesamtregierung, aber dies hatte seinen Grund wohl darin, dass die anderen beiden noch nicht volljährig waren. Otto starb 1344 kinderlos, nunmehr teilten dessen Brüder Magnus und Ernst das Land. Ernst bekam das Göttinger Territorium, das nun auf lange Zeit von Braunschweig getrennt wurde.

### Unter Ernst I., Otto dem Quaden und Otto Cocles
Unter Ernst I., der 1345 die Regierung im Fürstentum Göttingen übernahm, war das Fürstentum Göttingen erstmals als Teilfürstentum von den anderen welfischen Territorien insoweit abgetrennt, als der Fürst nur über dieses Gebiet herrschte. Teilweise wird für das nunmehr entstandene Territorium auch vom Herzogtum Braunschweig-Göttingen gesprochen. Dieses war allerdings das wirtschaftlich ärmste der welfischen Fürstentümer. Für die Zeit unter Ernst I. ist nicht viel bekannt, es wird aber vermutet, dass er wie auch sein Vorgänger zusammen mit den Städten gegen die adeligen Ritter kämpfte, die im Göttinger Umfeld Burgen besaßen.
Ernsts Sohn Otto, genannt „der Quade“ (niederdeutsch für „der Böse“), wich von dieser Politik ab und kämpfte zusammen mit den Rittern gegen die aufstrebende Stadtbevölkerung, vor allem gegen Göttingen. Zum Höhepunkt dieser Auseinandersetzung besetzten die Göttinger 1387 dessen Burg, das Ballerhus, in der Stadt und schlugen ihn anschließend in einer offenen Feldschlacht. Insgesamt erscheint Ottos Herrschaft als Negativbilanz, da er seine Kräfte überschätzte und sie in zu vielen Unternehmungen zersplitterte. Seinem einzigen Sohn Otto Cocles (der Einäugige) hinterließ er ein verschuldetes und politisch ungeordnetes Land.
Otto Cocles übernahm 1394 die Regierung über das Fürstentum. Im Gegensatz zu seinem Vater verbündete er sich wieder mit den Städten gegen das in der Region mächtige Raubrittertum. So gelang es ihm, mehrere Burgen des adeligen Rittertums im Umkreis des Fürstentums zu zerstören. Auch wenn es ihm gelang, die politische Ordnung im Fürstentum wiederherzustellen, so litt Otto Cocles doch unter anhaltenden Finanzproblemen und musste sich bei seinen Vettern in Wolfenbüttel wiederholt Geld leihen und versprach diesen im Gegenzug, da er selbst keine männlichen Nachkommen hatte, die Nachfolge. Otto zog sich bereits 1435 aus der Regierung zurück und überließ den Ständen die Regierung. Im Jahre 1442 kam es zudem zu einer weiteren Landesteilung, als er seiner Gemahlin Münden überließ und Seesen und Gandersheim vom Restfürstentum abgetrennt wurden und von nun an zum Braunschweig-Wolfenbüttel gehörten. Otto selbst behielt Stadt und Schloss Uslar für sich. Nach einigen Auseinandersetzungen erlangte Wilhelm der Ältere, der schon die Regierung im Fürstentum Calenberg übernommen hatte, das Einverständnis seines Bruders Heinrich und der übrigen welfischen Fürsten, auch das Fürstentum Göttingen bis zum Tode Otto Cocles’ zu regieren.

### Zusammenführung mit Calenberg
Mit dem Tode Ottos 1463 starb dann auch die Göttinger Linie der Welfen aus. Auch wenn die Zusammenlegung mit Calenberg 1442 bzw. endgültig 1463 eigentlich nur zufälliger Natur war, hatte sie doch Bestand. Göttingen blieb bei Calenberg.
Wilhelm I., der inzwischen auch in Wolfenbüttel nachgefolgt war, starb im Jahre 1482. Seine Söhne Friedrich, genannt der Unruhige, und Wilhelm II., genannt der Jüngere, übernahmen nach dem Tod ihres Vaters zunächst gemeinsam die Regentschaft. In einem Vertrag vom 1. August 1483 teilten sie die Nutzungsrechte (sogenannte Mutschierung): Friedrich der Unruhige erhielt die Nutzungsrechte für die Länder Calenberg und Göttingen, sein Bruder Wilhelm II. erhielt das Nutzungsrecht für Wolfenbüttel. Dieser setzte aber Friedrich 1484/85 ab und erklärte ihn für geisteskrank. Es gelang Wilhelm II. somit – wenn auch nur kurzfristig – das gesamte Gebiet der Teilfürstentümer Calenberg, Braunschweig-Göttingen und Braunschweig-Wolfenbüttel wieder zu vereinigen. Nach Friedrichs Tod im Jahre 1495 nahm Wilhelm eine abermalige Teilung über das Land vor und überließ seinem älteren Söhn Heinrich das Fürstentum Braunschweig-Wolfenbüttel. Der jüngere Sohn Erich I. erhielt Calenberg und Göttingen und begründete so die Calenberger Linie des Hauses Braunschweig-Lüneburg. Das nunmehr entstandene Territorium wurde meist nur als Fürstentum Calenberg, teilweise auch als Fürstentum Calenberg-Göttingen bezeichnet.
- Zur weiteren Geschichte siehe den Artikel Fürstentum Calenberg

## Wirtschafts- und Sozialgeschichte
Im Fürstentum Göttingen war das adelige Rittertum stark. Vielen Familien gelang es über die lange Zeit selbständig zu bleiben: so etwa den Herren von Hardenberg und Plesse, daneben auch zeitweise den von Grone, von Uslar und Adelebsen. Gerade unter Otto dem Quaden, der mit ihnen zusammenarbeitete, hatten sie großen Einfluss. Erst im 15. Jahrhundert ließ dieser nach, als die Macht der Landesherren wuchs. Zum Schutz vor diesem haben sich dann z. B. die Herren von Plesse in die Abhängigkeit von Hessen begeben. Schon unter Otto Cocles, der einige Burgen erfolgreich angriff, kam es allerdings zu einem Ende des Raubrittertums.
Die Städte Northeim und Göttingen haben im Fürstentum eine starke Rolle gespielt. Göttingen war Wirtschaftsmittelpunkt eines Raumes im Leinetal. Gerade hier war daher auch die Kaufmannschaft führend. Die Stadt Göttingen hat es jedoch nach und nach immer mehr geschafft, sich vom Landesherren unabhängig zu machen. Otto der Quade, der versucht hatte, seinen Einfluss in der Stadt durchzusetzen, hatte dabei wenig Erfolg. Im April 1387 erstürmten die Göttinger die herzogliche Burg innerhalb der Stadtmauern; im Gegenzug verwüstet zwar Otto Dörfer und Ländereien in der Umgebung. Die Bürger konnten jedoch im Juli in einer offenen Feldschlacht unter dem Stadthauptmann Moritz von Uslar zwischen Rosdorf und Grone einen Sieg über die fürstliche Streitmacht erringen. Otto musste danach im August 1387 die Freiheit der Göttinger Güter in der Umgebung anerkennen. Als Erich I. dann nach seiner Regierungsübernahme die Huldigung der Stadt verlangte, wurde diese ihm zunächst verweigert. Erst 1512, nachdem Erich 1504 die Reichsacht gegen Göttingen erwirkte, leistete die Stadt die Huldigung.

## Liste der Herrscher
| Name                         | Herrschaft | Bemerkungen                      |
| ---------------------------- | ---------- | -------------------------------- |
| Ernst I., (1305–1367)        | 1345–1367  | Herzog von Braunschweig-Lüneburg |
| Otto der Quade, († 1394)     | 1367–1394  | Herzog von Braunschweig-Lüneburg |
| Otto der Einäugige, († 1463) | 1394–1435  | Herzog von Braunschweig-Lüneburg |